# Tongpiercing
Een tongpiercing is een piercing door de tong.

## Soorten
De eenvoudigste, en meest voorkomende versie is een enkele piercing in het midden van de tong, maar meerdere piercings zijn ook mogelijk. Het plaatsen van een tongpiercing is moeilijker dan veel andere piercings, omdat hij niet alleen in het lichaam wordt aangebracht, maar ook spierweefsel doorboort. Bovendien moet er ook rekening worden gehouden met de positie van de bloedvaten in de tong. Met het gedeelte onder de tong, de tongriem, moet ook rekening worden gehouden, evenals met de positie van het sieraad ten opzichte van tanden en tandvlees om de kans op schade te voorkomen. Excentrische piercings zijn gecompliceerder omdat ze meer spierweefsel doorboren waar een middenpiercing door de ruimte tussen twee spieren heen gaat.

## Aanbrengen van een tongpiercing
Net zoals bij de meeste piercings kan de pijn intens zijn, maar wanneer de juiste hulpmiddelen gebruikt worden trekt deze zeer snel weg. Een lichte pijn na het piercen kan ongeveer een dag aanhouden. Daarentegen kan de tong wel behoorlijk opzwellen van 2 tot 7 dagen na het zetten van de piercing. Dit kan erg oncomfortabel zijn. Koude dranken en (water)ijs helpen om de zwelling en pijn te verminderen. Ontstekingsremmende medicamenten zoals bijvoorbeeld Ibuprofen kunnen ook helpen. In verband met deze zwelling wordt eerst een langer staafje geplaatst, wat naderhand vervangen wordt door een korter staafje om te voorkomen dat tanden en tandvlees beschadigd raken.
De genezingsperiode voor een tongpiercing bedraagt 2 tot 9 weken. Nazorg voor tongpiercings is gecompliceerder dan voor andere piercings, omdat de genezende piercing in contact komt met alles wat in de mond komt, ook voedsel of rook. Daarom adviseren veel piercers om tijdens het genezingsproces geen orale seks te geven, niet te roken en de mond goed te reinigen met een specifiek antiseptisch mondwater. De piercer raadt een alcoholvrij mondwater of een verdund normaal mondwater aan, omdat de alcohol de piercing irriteert en het genezingsproces vertraagt. Het is vooral belangrijk niet met de piercing te spelen tijdens de genezingsperiode, aangezien dat de genezing van de wond bemoeilijkt. Daarnaast wordt geadviseerd de piercing in te laten, om te voorkomen dat er overige infecties optreden die kunnen leiden tot verlamming van de tongspier.

## Sieraden
Tongpiercings worden meestal gedaan met een recht barbell-achtig sieraad van 1,6 tot 2 mm dikte. Door de hoeveelheid handelingen die met een tong worden gedaan (praten, eten, zoenen, etc...), is de grootte en het comfort van het sieraad van belang. Te korte barbells kunnen tot verplaatsing of ingroei van de piercing leiden, wat ongemak en irritatie veroorzaakt. Te lange staafjes stoten snel tegen tanden en tandvlees. Het is dus belangrijk het eerste (vaak lange) staafje te vervangen door een korter staafje naarmate de genezing vordert. Tongpiercings kunnen vaak makkelijk worden uitgerekt (=gestretcht) zodat een dikker sieraad kan worden geplaatst. Een stretching tot 2, 2,4 of 3 mm zorgt ervoor dat het iets dikkere staafje stabieler in de tong zit en minder 'snijdt' in de tong. Het is mogelijk ook nog verder te stretchen.
Het balletje aan het einde van de barbell kan van allerlei materialen zijn, ook plastic, maar de mond kan zorgen voor barsten of kleurveranderingen. Onzichtbare balletjes, met dezelfde kleur als de tong, worden soms gedragen om de piercing te verbergen, vaak in verband met werk.
Een ongewone variant van de piercing wordt bij het puntje van de tong gedragen, met een captive bead ring. Dit soort piercing wordt niet vaak geplaatst omdat dit veel vaker schade aan tanden en tandvlees veroorzaakt.

## Geschiedenis en cultuur
Er bestaat een geschiedenis van rituele tongpiercings in zowel de Azteekse als de Maya-culturen, met afbeeldingen van priesters die hun tong piercen en daar bloed uit halen of ruwe touwen door het gat halen, bedoeld om pijn te veroorzaken. Er is daarentegen geen bewijs van langdurige of permanente tongpiercings, ondanks het bestaan van vele andere body modifications.
Langdurige of permanente tongpiercings zijn een gevolg van de heropleving van bodypiercings in de huidige tijd. De beschikbaarheid van hoog kwaliteitsmateriaal, waaronder barbell-achtige sieraden gemaakt van chirurgisch edelstaal wordt geassocieerd met de opkomst van deze piercing in de jaren tachtig. Net zoals veel andere piercings, wordt de oorsprong van deze piercing toegeschreven aan Gauntlet, de eerste professionele piercing-studio in de Verenigde Staten, die in Los Angeles gevestigd was. Elayne Angel, de eerste persoon die het certificaat Meesterpiercer kreeg uitgereikt van Jim Ward, de oprichter van Gauntlet, wordt vaak in verband gebracht met de opkomst van deze piercing.
In de huidige cultuur worden tongpiercings vaak geassocieerd met orale seks, waarbij de drager van de piercing de partner meer seksueel genot zou kunnen bezorgen. Er zijn geen gegevens die dit geloof ondersteunen, maar het idee dat deze piercing meer genot kan bezorgen heeft ertoe geleid dat veel mensen hebben besloten een tongpiercing te laten zetten.
Een veelgehoorde misvatting is dat de mond "vies" is en dat tong- en orale piercings dus vatbaarder zijn voor infecties en dat de genezingsperiode langer is. Hoewel het waar is dat de mond veel bacteriën bevat, zorgt speeksel voor een uitermate goede bescherming van de mond, en zorgt het ook voor een betere genezing van de wond. Juist hierdoor genezen tongpiercings sneller (4-6 weken) dan veel andere piercings, die soms, afhankelijk van de locatie, een genezingstijd van meerdere maanden vergen.

## Risico's
Er is een klein risico op hevige bloedingen wanneer een bloedvat wordt geraakt; maar een professionele piercer zou geen enkele moeite moeten hebben met het ontwijken van bloedvaten. Een lichte bloeding is normaal, maar wanneer het bloeden niet gestelpt kan worden moet een arts worden geconsulteerd.
De piercing kan met een kleine bocht genezen, dit doordat de tongriem precies onder de tongpiercing zit. Dit wordt meestal door niemand gemerkt behalve de eigenaar van de piercing, in enkele gevallen kan het duidelijk hoorbaar zijn.
Beschadigingen aan tanden en tandvlees kunnen voorkomen, maar dit risico kan worden verkleind door een goede plaats voor de piercing te kiezen, het gebruik van sieraden met de juiste afmetingen, en door weinig met de piercing te spelen. Een te lang staafje kan voor schade aan het tandvlees of voor tanderosie zorgen, en veel contact tussen de piercing en de tanden kan kleine scheurtjes in de tanden veroorzaken.

## Externe link

Afbeeldingen
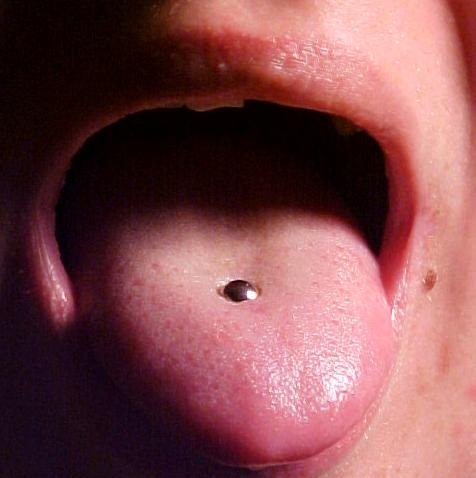
Een pas gezette tongpiercing, de zwelling is nog niet weggetrokken
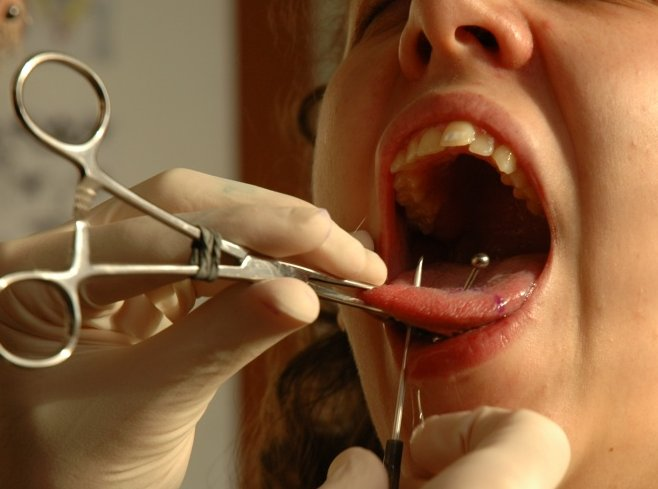
Het zetten van meerdere tongpiercings
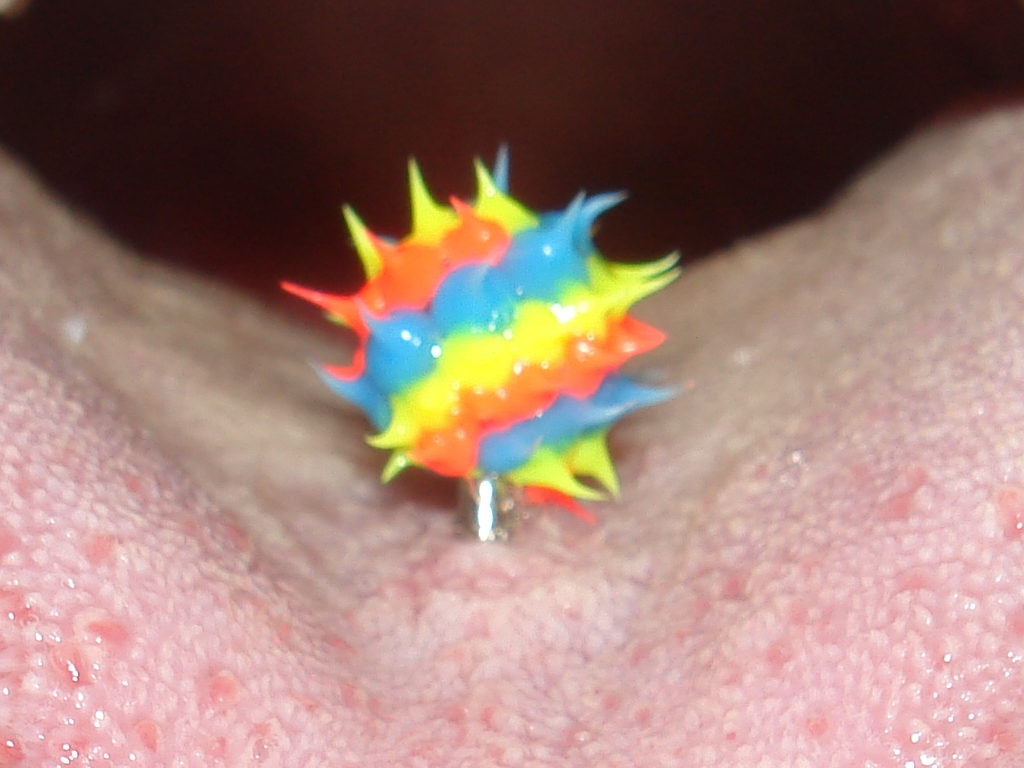
Een gekleurde tongpiercing